# Денис Ризов
Даниел Деянов Ризов, по-известен като Денис Ризов, е български музикант и продуцент, роден на 23 януари 1964 година. От 1988 е бас китарист на рокгрупа „Ахат“. Създава компаниите „София Мюзик Ентърпрайсис“, „Хърбър Айлънд Рекърдс“ и др. Понастоящем е телевизионен и музикален продуцент. Водещ е на вечерното шоу „Денис и приятели“, което дебютира на 18 април 2011 г. по БНТ 1 и е продуцент на предаването „Търси се...“ по bTV.
Женен е за телевизионната водеща Наталия Симеонова, с която са разделени, но не разведени. Поддържат приятелски взаимоотношения и заедно се грижат за дъщеря си.